# 관탁
관탁(關鐸, ? ~ 1362년)은 홍건적의 한 사람으로 별명은 관선생(關先生)이다.
1357년에 유복통이 군사를 일으켜 변량을 공격하면서 군사를 세 갈래로 나누어 반성, 풍장구, 사류, 왕사성과 함께 진, 기로 향하였다.
1358년에는 반성과 군대를 둘로 나누었다가 기녕을 함락했지만, 보정을 공격하다가 실패하여 완주를 함락하고 대동, 흥화의 요새 바깥 여러 군을 약탈했다. 이후 원나라의 여름 수도인 상도를 점령하였다가 1359년 반성과 함께 요양과 의주를 함락하였다가 베이르테무르에게 격파되어 다시 상도를 점령했다가 1361년 고려를 침공하여 개경을 점령하였으나, 1362년에 고려군이 개경을 수복하면서 이성계에 의해 사망하였다.
1. ↑  《고려사》 〈세가〉 권40 - 공민왕 1년 1월 을축(乙丑) 기사